# Фрезонара
Фрезонара (итал. Fresonara) — коммуна в Италии, располагается в регионе Пьемонт, в провинции Алессандрия.
Население составляет 718 человек (2008 г.), плотность населения составляет 103 чел./км². Занимает площадь 7 км². Почтовый индекс — 15060. Телефонный код — 0143.
В коммуне 8 сентября особо празднуется Рождество Пресвятой Богородицы. В третье воскресение июня особо также поминают Пресвятую Богородицу (Madonna delle Grazie, Madóna Neuva). 10 мая поминают святого Гликерия.

## Демография
Динамика населения:

## Администрация коммуны
- Официальный сайт:

- Муниципалитет
- Фасад храма Рождества Пресвятой Богородицы
- Неф храма Рождества Пресвятой Богородицы
- Колокольня храма Рождества Пресвятой Богородицы